# Erora facuna
Erora facuna is een vlinder uit de familie van de Lycaenidae. De wetenschappelijke naam van de soort werd als Thecla facuna in 1877 gepubliceerd door William Chapman Hewitson.